# Хобхаус, Джон, барон Бротон
Джон Хобхаус, 1-й барон Бротон (англ. John Cam Hobhouse, 1st Baron Broughton; 1786—1869) — британский государственный деятель.

## Биография
Джон Хобхаус родился 27 июня 1786 года в Бристоле; сын сэра Веньямина Хобхауса (англ. Benjamin Hobhouse; 1757—1831), богатого лондонского пивовара. Учился в Вестминстерской школе (англ. Westminster School), затем в Тринити-колледже в Кембридже, вместе с лордом Байроном, с которым путешествовал в 1809 году по Востоку и, посетив часть Европейской Турции, возвратился в Англию; своё путешествие он описал в «Journey into Albania and other provinces of the Turkish empire» (Лондон, 1812 г.; новое издание, 2 том, Лондон, 1855). Джордж Гордон Байрон посвятил ему четвертую песнь «Child Harold», содержащую описание путешествия по Италии; к этой песни есть примечания Байрона.
В то время, когда Наполеон I возвратился с Эльбы, Хобхаус был во Франции и после сражения при Ватерлоо издал в Лондоне свои «Letters written by an Englishman during the last reign of Napoleon» (1815), где выступил защитником императора; этим смелым поступком он приобрел много врагов. Так же смело он высказывал свои мнения по поводу внутренних дел своего отечества; в 1819 году сидел в ньюгэтской тюрьме по распоряжению палаты общин, усмотревшей в одной его брошюре нарушение своих привилегий.

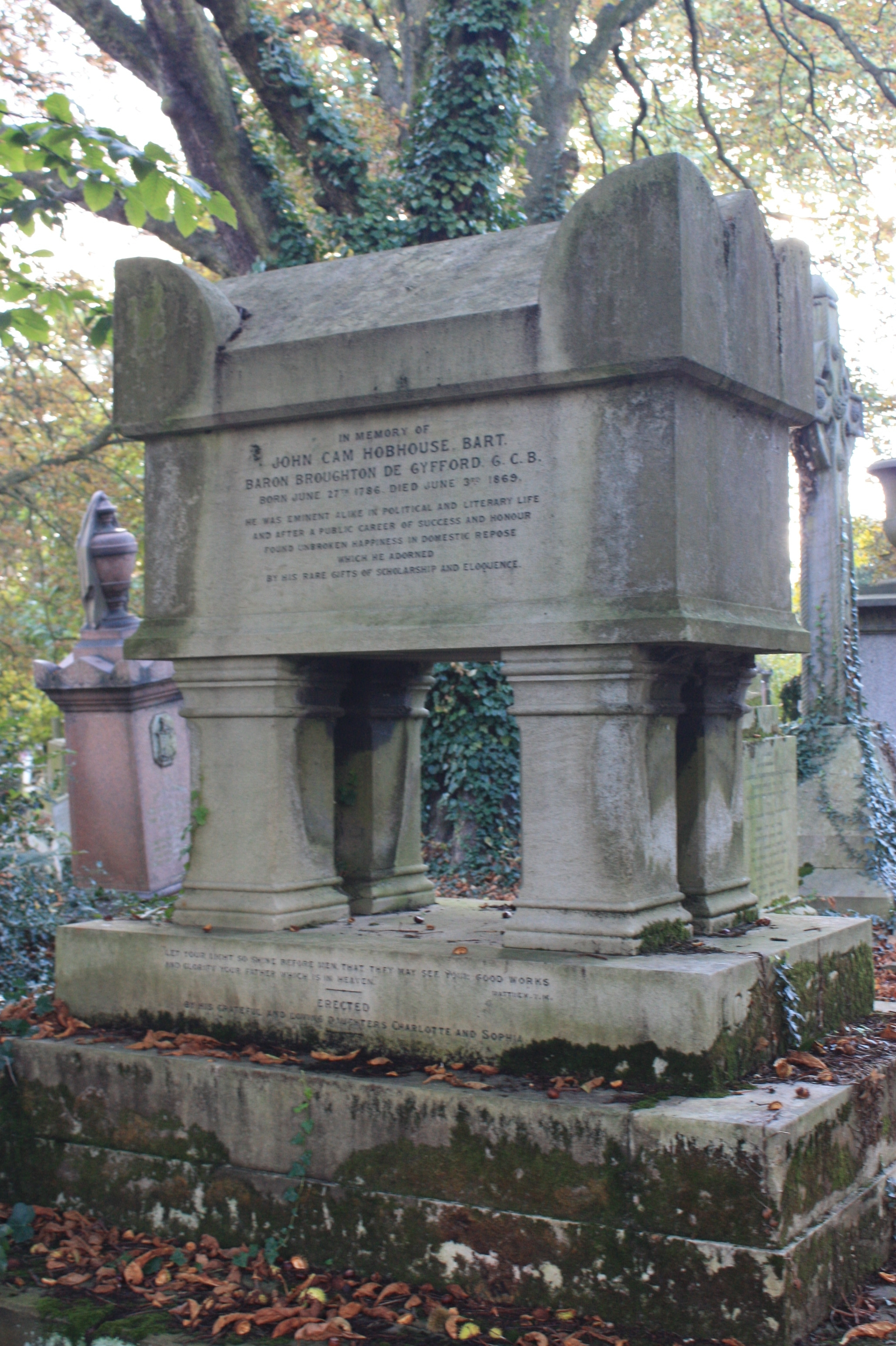
Могила Хобхауса

В 1820 году, будучи избран в Вестминстере в нижнюю палату, он ревностно защищал интересы народа и вместе с другими влиятельными предводителями радикальной партии участвовал в основании «The Westminster Review». Позже он держался более умеренных мнений; в 1831 году, в министерстве Грея, был министром по военным делам, в марте 1833 году был назначен секретарем по делам Ирландии.
По выходе в отставку Грея он получил в 1835 году, при министерстве лорда Мельбурна, должность обер-комиссара государственных имуществ, в 1839 году был назначен президентом Центрального ост-индского бюро и оставался в этой должности до самого падения министерства Мельбурна в августе 1841 года.
Когда виги в июле 1846 года снова стали во главе управления, он опять занял свой прежний пост президента Ост-индского бюро.
При выходе в отставку в феврале 1851 года министерства Джона Рассела, Хобхаус, с титулом барона Бротона де Джиффорд (Gyfford) был возведен в достоинство пэра; с восстановлением министерства Рассела, он снова занял свой прежний пост, и только в январе 1852 году окончательно оставил государственную деятельность.
Джон Хобхаус, 1-й барон Бротон, умер 3 июня 1869 года в родном городе.
В 1828 году он женился на Юлии Томасине, дочери Джорджа Хея, 7-го маркиза Твиддэйла. У них родились три дочери, а в 1835 году жена умерла. Ввиду отсутствия сыновей, титул барона Хобхауса никто не унаследовал.